# Pisarz polny
Pisarz polny, łac. notarius campestris – urząd wojskowy w I Rzeczypospolitej. Na Litwie był pisarz polny litewski, a w Koronie pisarz polny koronny.

## Historia urzędu
Powstał prawdopodobnie około 1570 roku w celu odciążenia hetmanów odnośnie do prac administracyjnych. Od 1633 pisarz nie mógł sprawować żadnego urzędu senatorskiego. W XVII wieku pisarz polny razem ze strażnikiem wielkim, strażnikiem polnym i oboźnym utworzyli ścisły sztab hetmański, do którego należały sprawy skarbowo-wojskowe, ewidencja i sprawozdanie dotyczące stanu liczebnego wojsk zaciężnych. Zadaniem tego sztabu była ponadto kontrola jakości uzbrojenia i wyposażenia na podstawie przepisów i zawartych umów. Sztab zajmował się także kompletowaniem stanu armii.
Po znaczącej redukcji wojska w 1717 pozycja pisarza polnego zmalała. Od czasu utworzenia w 1775 Departamentu Wojskowego Rady Nieustającej był już właściwie niepotrzebny, gdyż sprawami fiansowania i zaopatrzenia wojsk zajmowały się Komisje Wojskowe, Departament Wojskowy Rady Nieustającej oraz Kancelaria Wojskowa króla, wchodził jednak jako niższy urzędnik do Departamentu Wojskowego. Pobierał jednocześnie bardzo wysoką pensję - pisarz polny koronny otrzymywał rocznie 30 000 złotych, a pisarz polny litewski 15 000 złotych.
W latach 1764–1792 urząd pisarza polnego sprawowany był już tylko formalnie, a pozostając ciągle w rękach magnackich należał do jednej z wielu synekur. W czasie reform Sejmu Czteroletniego w 1790 sejm przywrócił pozycję tego urzędu, awansując pisarzy polnych koronnego i litewskiego do rangi generałów-lejtnantów (najwyższy stopień wojskowy ówczesnych wojsk Rzeczypospolitej) i zlecając im przeprowadzenie inspekcji armii na obszarze całego państwa. Powierzona pisarzom polnym czynność związana była z planowanym powiększeniem stanu liczebnego armii.
Pierwszym pisarzem polnym był Wacław Baworowski, a jednym z ostatnich, uważanym za najbardziej zasłużonego, był pisarz polny koronny Kazimierz Rzewuski.

## Kompetencje urzędu
Pisarz polny wchodził w skład "sztabu" hetmana. Do jego kompetencji należała administracja wojskowa (wyręczał w tym hetmana), prowadził ewidencję armii, którą przedstawiał na początku każdej kadencji sejmu, przeprowadzał przeglądy oddziałów wojskowych, wypłacał żołnierzom żołd. Dbał o wyposażenie oddziałów, pilnował jakości uzbrojenia, a o wszelkich niedociągnięciach miał obowiązek informować króla bądź hetmana. Przeprowadzał inspekcje zamków na Ukrainie i Podolu (obowiązek ten przejął po dowódcach obrony potocznej). Oczywiście musiał brać udział we wszystkich wyprawach wojennych.
Pisarz polny, tak samo jak inni urzędnicy, przed objęciem urzędu musiał złożyć przysięgę. Bez tego wszystkie podejmowane przez niego czynności, a także składane sejmowi raporty, uważane były za nieważne.
W pułkach pisarzy polnych wspomagali pisarze pułkowi.